# Bruntál
Bruntál é uma cidade checa localizada na região de Morávia-Silésia, distrito de Bruntál.